# Hadula tancrei
Hadula tancrei là một loài bướm đêm trong họ Noctuidae.